# Cormo
Si definisce cormo, o bulbo-tubero (da non confondere con il bulbo), il corpo delle piante superiori, organizzato nei tre organi fondamentali: radice, fusto o caule, foglia. Nel cormo le cellule presentano spiccate differenziazioni morfologiche e funzionali nell'ambito di tessuti.
Le piante vascolari, dette “tracheofite” o anche “cormofite”, sono piante con organizzazione del corpo “a cormo” (caratterizzate dalla presenza di organi specializzati: radice, fusto e foglie). Sono le piante che hanno sviluppato tessuti specializzati (conduttori e meccanici) necessari per la vita sulla terraferma, in opposizione alle “tallofite”. Nei vegetali in cui non vi è differenziazione di organi, quali alcuni funghi oppure alghe o licheni, il corpo dell'organismo è detto tallo. Le piante con cormo sono dette cormofite. Un elemento caratterizzante delle cormofite è la presenza di tessuti differenziati per il trasporto di liquidi su lunghe distanze (per questo sono dette “vascolari” o “tracheofite”), in particolare la linfa grezza dalle radici alle foglie. 
Per l’assenza di tessuti altamente specializzati per il trasporto della linfa grezza e di organi propriamente detti si tende ad escludere le briofite (muschi ed epatiche) dal gruppo delle cormofite. Benché il corpo di questi organismi possa presentare somiglianze con l’organizzazione del cormo, esso è da considerare più propriamente un tallo. Si tratta comunque di un tema dibattuto, che non trova concordi tutti gli studiosi.
La presenza di un corpo di tipo tallo non esclude la presenza in casi particolari di tessuti differenziati. Ad esempio, in alghe brune di grandi dimensioni il tallo può assumere una forma cormoide, dove si distinguono un rizoide, un cauloide e una fronda. In questi casi, si differenzia un tessuto per la conduzione della linfa elaborata contenente i prodotti della fotosintesi dalla fronda al rizoide. Tale tessuto è per molti aspetti molto simile al tessuto cribroso delle piante superiori.

## Piante di cormi
Le piante coltivate che formano cormi includono:
- Alismataceae
  - Sagittaria
- Araceae
  - Alocasia macrorrhizos
  - Amorphophallus paeoniifolius
  - Arisaema
  - Colocasia esculenta
  - Cyrtosperma merkusii
  - Xanthosoma
- Asparagaceae
  - Bessera
  - Brodiaea
  - Dichelostemma
  - Milla
  - Tecophilaea
- Asteraceae
  - Liatris
- Colchicaceae
  - Colchicum
- Cyperaceae
  - Eleocharis dulcis
- Iridaceae
  - Crocosmia (Montbretia)
  - Crocus
  - Dierama
  - Freesia
  - Gladiolus
  - Alcune specie di Iris
  - Romulea
- Musaceae
  - Banana
  - Ensete

## Galleria d'immagini

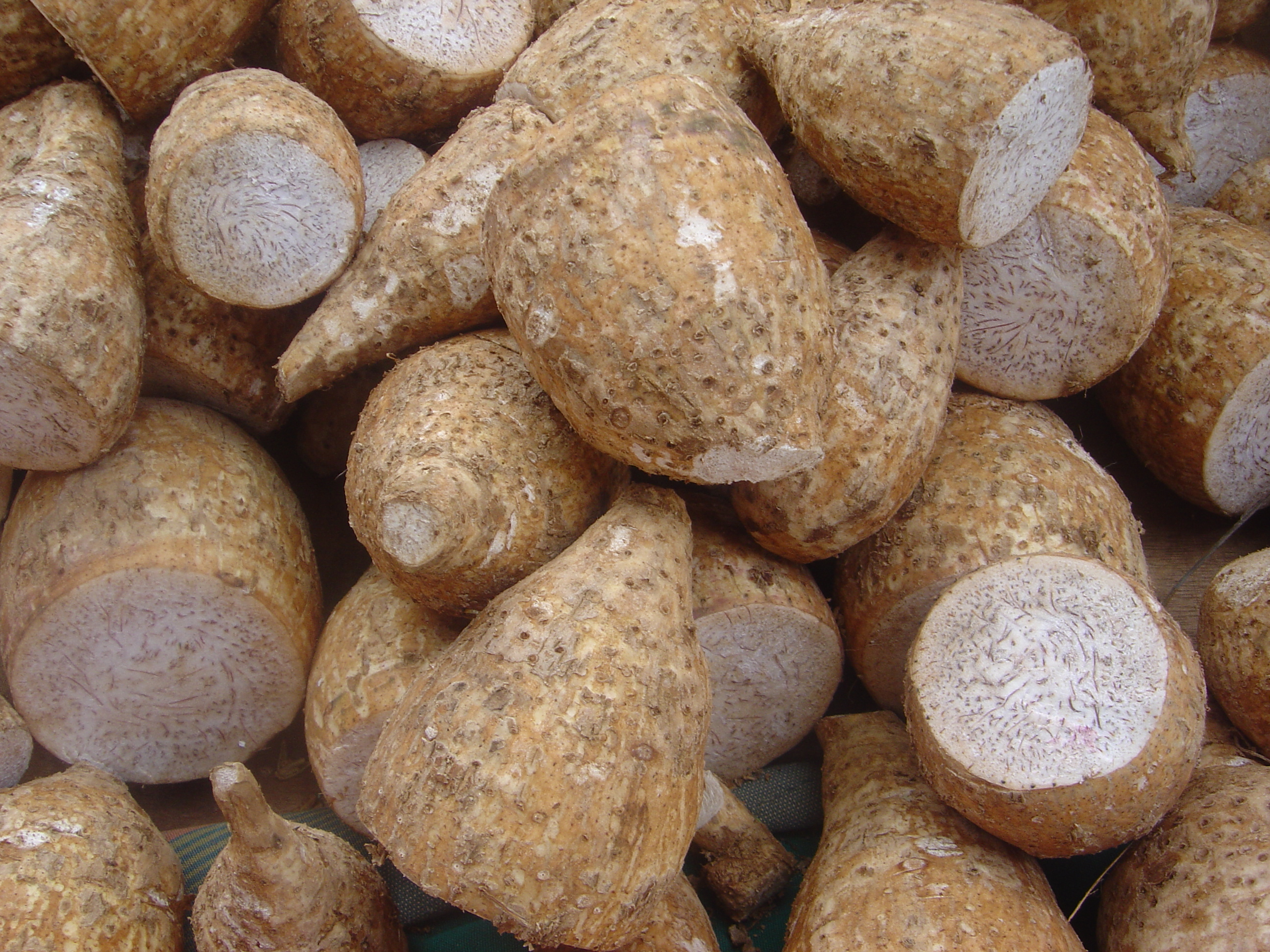
Cormi di taro in vendita in un mercato della Réunion
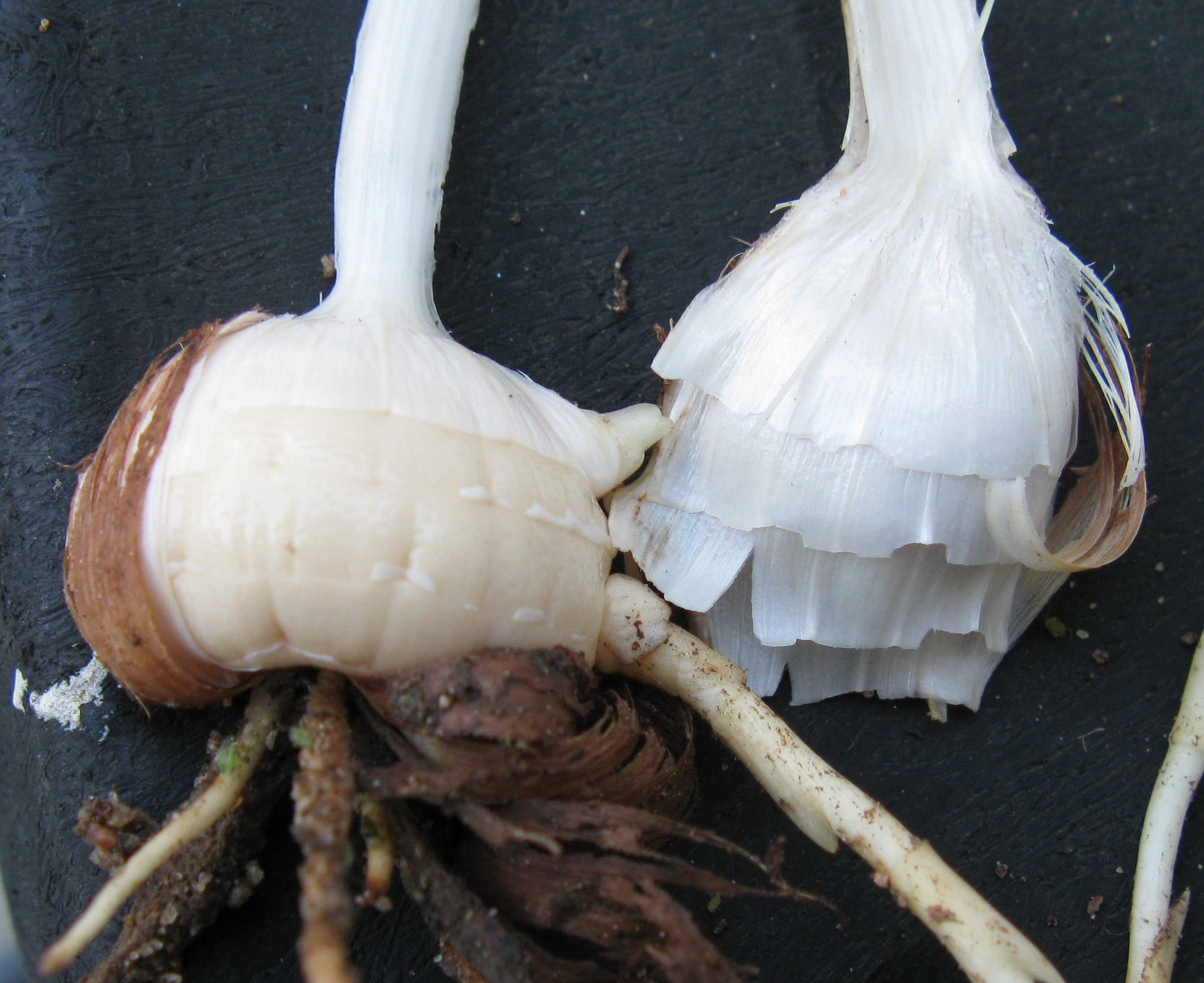
Cormo di Crocosmia
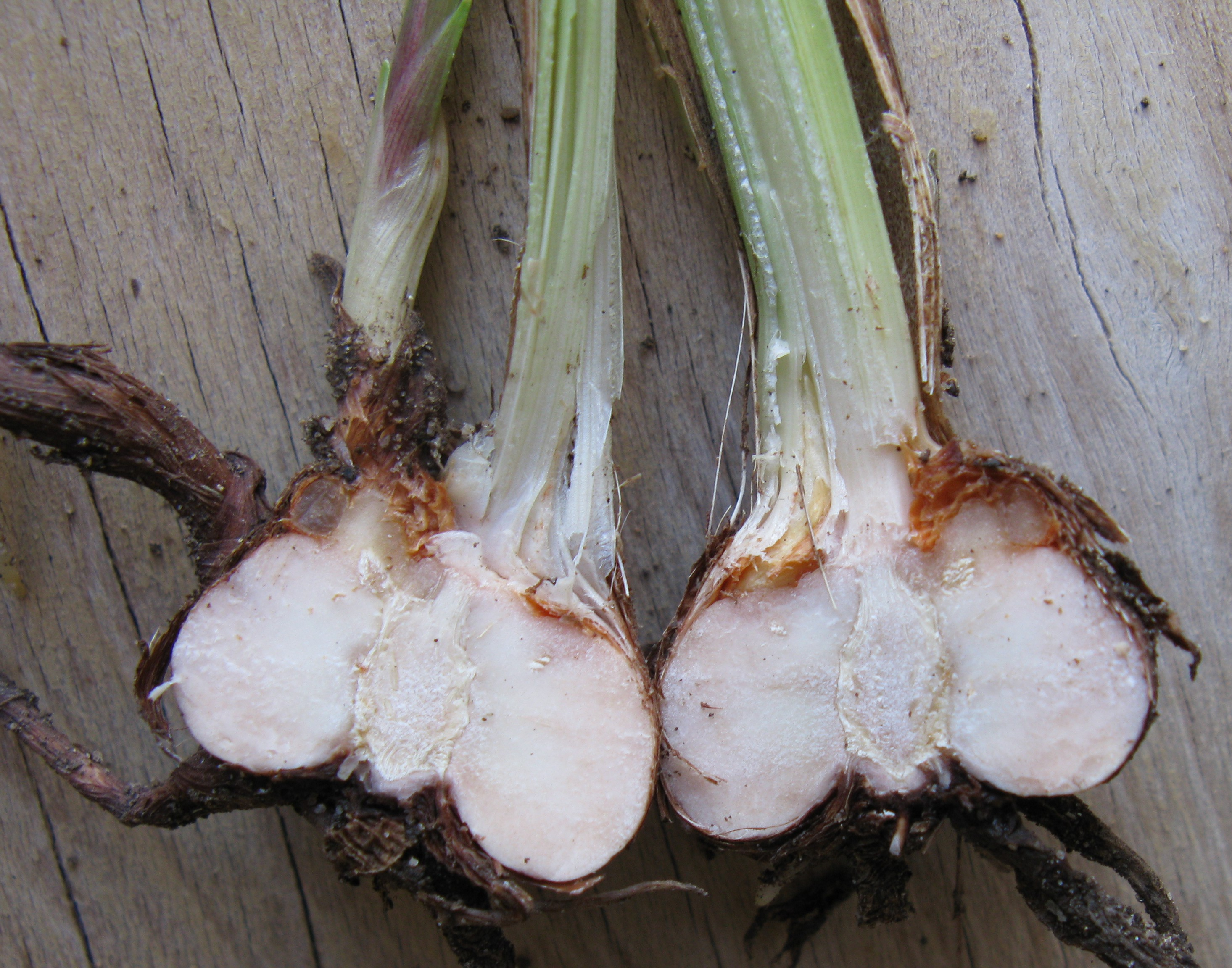
Anatomia del cormo di Crocosmia
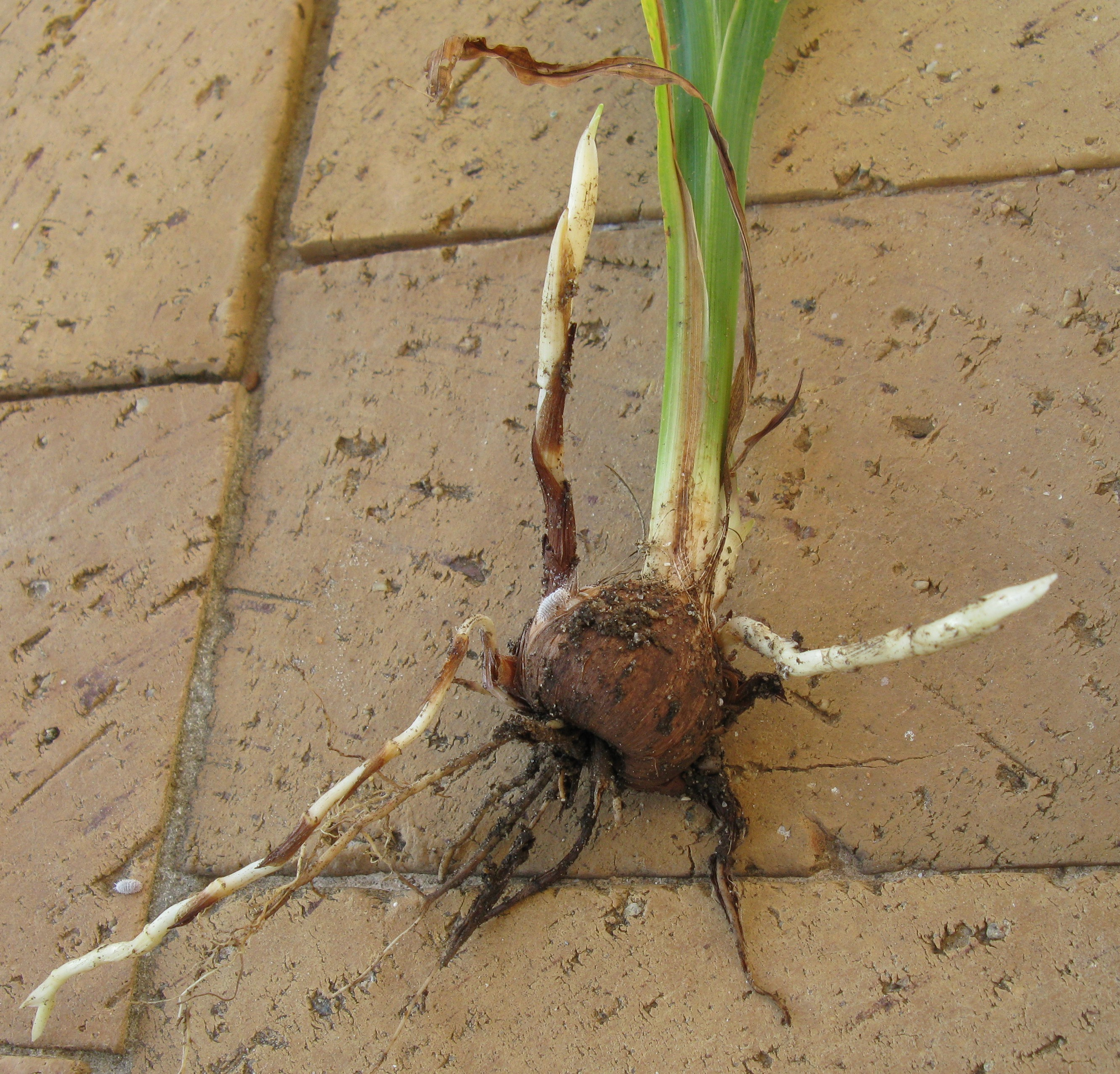
Cormo di Crocosmia con stoloni che emergono dalla tunica.
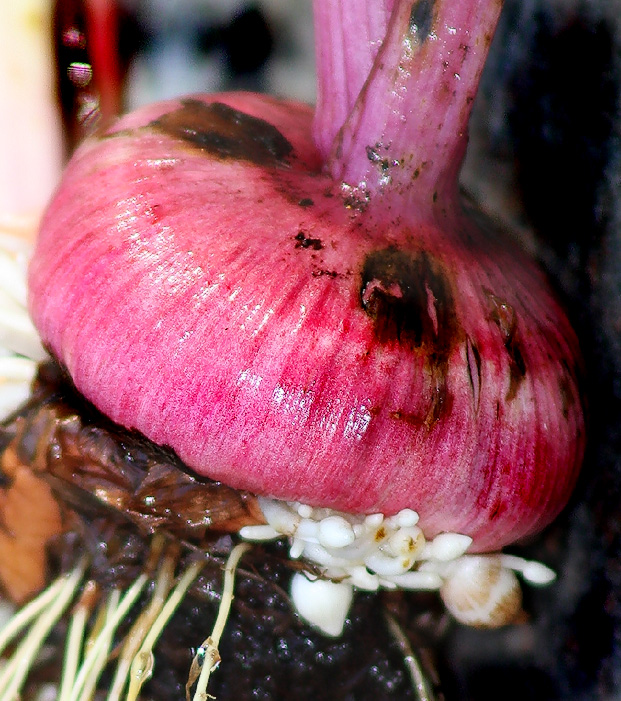
Cormo di Gladiolus
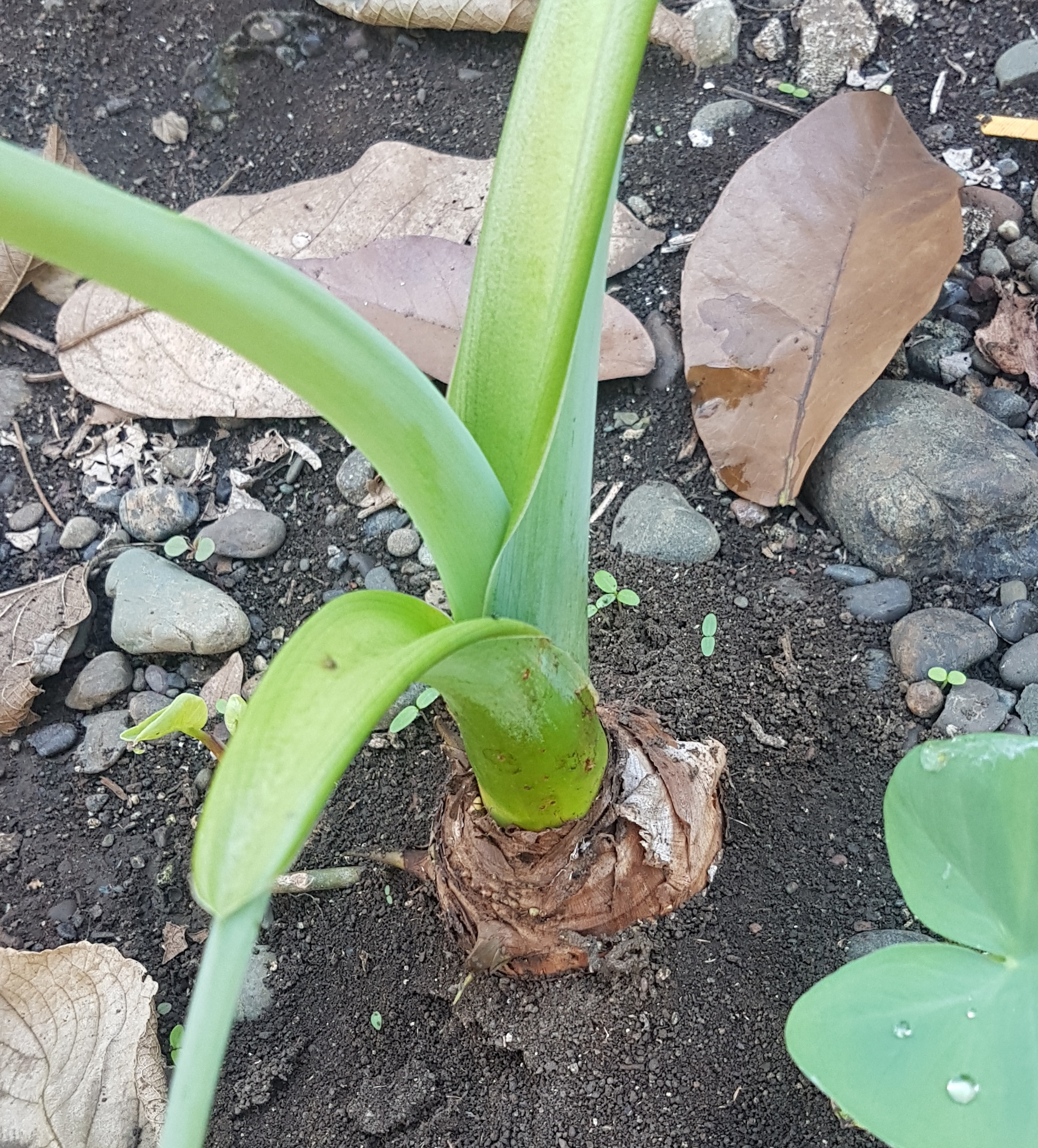
Cormo di Alocasia macrorrhizos